# Extinta en estat salvatge

Diagrama de la categoria Extinta en estat salvatge en relació amb altres categories de la UICN.

Extinta en estat salvatge (EW de l'anglès extinct in the wild) és un estat de conservació assignat a espècies o tàxons inferiors, els únics membres vius coneguts de la qual es troben en captivitat o són fruit d'una repoblació fora de la seva àrea de distribució històrica.

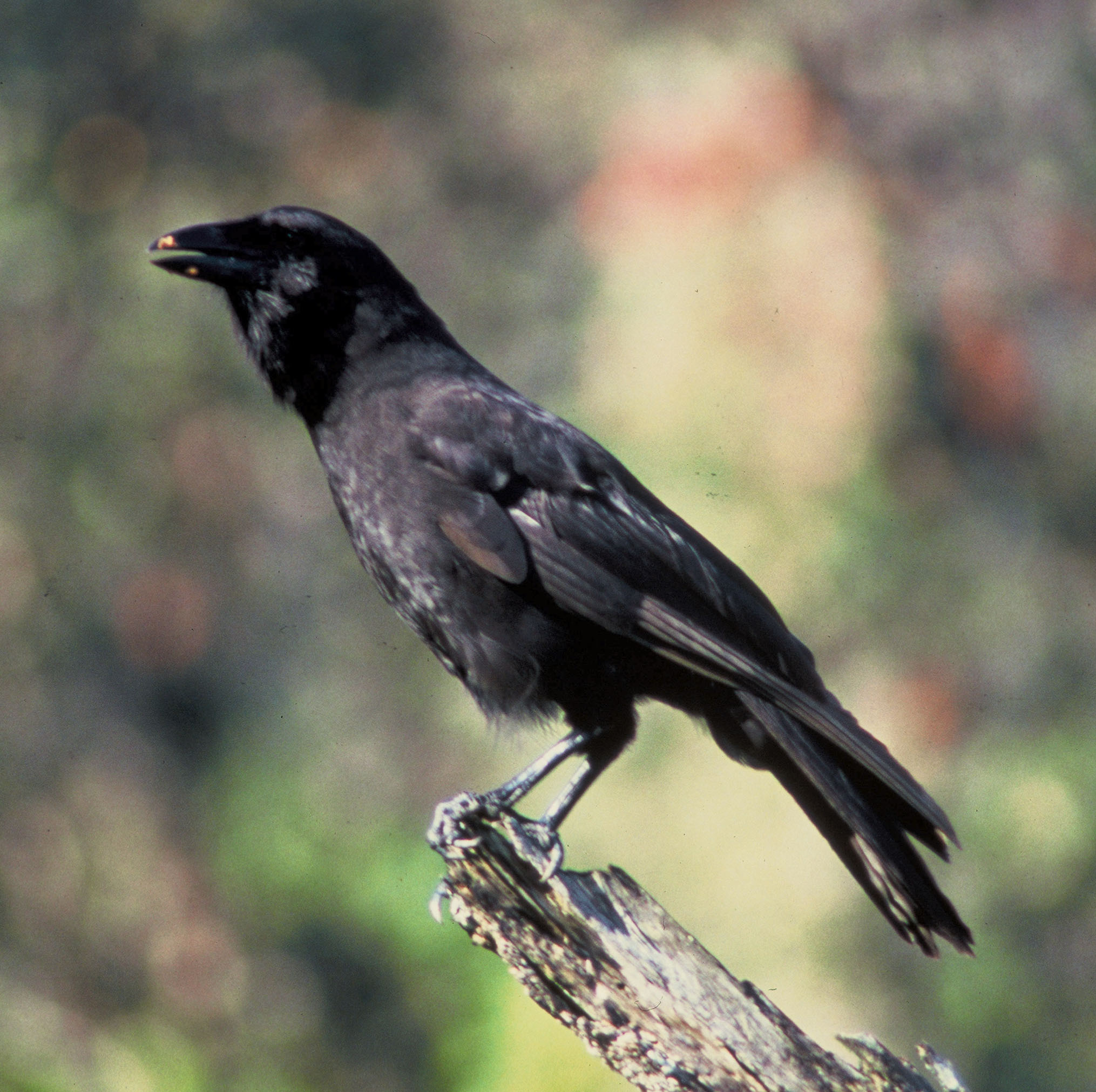
Corvus hawaiiensis està extint a la natura des de 2002

## Exemples
Exemples d'espècies i subespècies que estan extintes a la natura són:
- Mitu mitu (extint a la natura des de 1988)
- Lleó de l'Atles (extint a la natura des de 1922)
- Aspideretes nigricans (extinta a la natura des de 2002)
- Gallirallus owstoni (extinta a la natura des de 1980)
- Corvus hawaiiensis (extint a la natura des de 2002)
- Cérvol del Pare David (extint a la natura des de 2008)
- Epalzeorhynchos bicolor (extint a la natura des de 1996)
- Òrix blanc (extint a la natura des de 2000)
- Dipsochelys hololissa (extinta a la natura des de 1840)
- Colom Socorro (extint a la natura des de 1972)
- Gripau de Wyoming (extint a la natura des de 1991)
- Encephalartos brevifoliolatus (extint a la natura des de 2006)[2]

La subespècie Geochelone nigra abingdoni de tortuga gegant de les Galápagos té un únic individu viu, anomenat Lonesome George (en català, Solitari Jordi). Es va creure que l'espècie estava extinta fins que el malacòleg hongarès József Vágvölgyi va trobar a Lonesome George la l'illa de Pinta, a les illes Galápagos, l'1 de desembre de 1971. Des d'aleshores, Lonesome George ha estat un símbol poderós pels esforços de conservació en general i per les illes Galápagos en particular.
No totes les espècies extintes a la natura estan en perill o són, fins i tot, rares. Per exemple, tant Ameca splendens com el Epalzeorhynchos bicolor , que es creuen extints a la natura, són espècies de peixos molt comunes als aquaris.

## Reintroducció
La reintroducció és l'alliberament deliberat d'espècies a la natura, d'individus en captivitat o la re-ubicació d'individus que viuen en altres indrets. Aquest podria ser una opció per determinades espècies que estan en perill o extintes a la natura. No obstant això, pot resultar difícil reintroduir aquestes espècies a la natura, fins i tot si els seus hàbitats naturals són restablerts, donat que les tècniques de supervivència, que normalment passen de pares a fills, es poden haver perdut. Si bé els esforços de conservació poden preservar algunes les característiques genètiques, l'espècie no es podrà recuperar completament mai, si la memètica natural de l'espècie es perd.